# ミュンヘン再保険
ミュンヘン再保険（ミュンヘンさいほけん、ミューニックリー、独: Münchener Rückversicherungs-Gesellschaft Aktiengesellschaft、英: Munich Reinsurance Company、Munich Re）は、ドイツ・バイエルン州のミュンヘンに本拠を置く、再保険を中心とした保険サービス企業。損害再保険・生命再保険を中心とする。傘下のエルゴは元受保険やアセットマネジメントも取り扱う。フランクフルト証券取引所（FWB: MUV2）に上場している。

## 歴史
1880年にエアフルト生まれの銀行家であったカール・フォン・ティームによって設立された。
1890年、カールをふくむ監査役会のメンバーはドイツ保険最大手のアリアンツを創業した。同年ミュンヘン再保険はロンドン支店を開設、1892年にはアメリカ合衆国に進出した。
1906年のサンフランシスコ地震の際、ミュンヘン再保険はすべての保険金請求に支払いを行った唯一の企業となった。第一次世界大戦の影響および戦後のハイパーインフレにより、ミュンヘン再保険は開戦前との比較で資産を2/3へ減じた。カールは1921年までミュンヘン再保険の会長を務めたが、戦間期の困難の中、ヴィルヘルム・キスカルトがその跡を継いだ。一方、1924年までヴィルヘルム・フィンクがミュンヘン再保険監査役会議長を務めた。
第二次世界大戦においては、アリアンツ幹部のクルト・シュミットがナチス政権の経済大臣となっており、連合国の市場を喪失した。エベルハルト・ライニングハウスが占領軍を受け入れながらミュンヘン再保険を再構築した。1950年にライニングハウスが没すると、アーロイス・アルツハイマーがミュンヘン再保険のリーダーとなった。また、1954年からは後述のホルスト・ヤンノットが見習い弁護士として入社したが、最終的にカールに次いでCEOを長く務めた。1970年代半ばには再保険事業の収益性低下が顕著となり、ミュンヘン再保険も1977年に初めて損失を計上した（1500万マルク）が、ドイツ国外での収益の伸びが補い、1989年時点で収益の約半分が国外事業となった。
1996年にAmerican Re を買収した。ドイツ再統一後、欧州の資本市場の統合およびマルク高に伴い、アリアンツをはじめドイツ企業の機関化が進行した。それまでミュンヘン再保険とアリアンツは株式を持ち合う関係であり、ミュンヘン再保険はアリアンツから再保険を独占的に受注していたが、1990年代以後は価格競争の元に置かれることとなった。
エルゴ（ERGO Group）が2001年からグループ企業となった。エルゴの前身はヴィクトリア・コンツェルンである。元会長にエドガー・ヤンノットがいた。ミュンヘン再保険は1997年にエルゴの主要株主となっていた。エドガーは1999年までエルゴ会長を務めて、これをグループとする準備をなした。エドガーの兄ホルスト・ヤンノットは1969年から1993年までマックス・プランク研究所の評議員であった。また、ホルストは国立労働銀行の重役でもあった。

## 近年の動向
2002年のミュンヘン再保険の年次報告書の中で、世界の大都市の災害リスク指数を公表し、東京・横浜を世界の大都市中、特に災害リスクの高い都市と発表したため、日本の官公庁で話題を呼んだ。
2012年、太陽光発電事業者を対象とする性能保険の発売を開始した。
傘下のエルゴはアリアンツに次ぐ第2位の正味保険料を計上しているが、2016年にミュンヘン再保険は大規模な合理化を発表した。アセットマネジメントは、同じくグループ企業のMUNICH ERGO AssetManagement GmbH（MEAG）で取り扱っている。

## 日本における展開
日本では1912年に初めて損害保険の再保険契約を締結し、1967年に東京駐在員事務所を開設、2010年に生命再保険の保険業免許を取得し、東京に日本支店を開設した。2017年7月、損害再保険でも保険業免許を持つ総合支店となった。日本支店は東京（山王パークタワー）にある。